# Cratere Tristram
Tristram è un cratere sulla superficie di Mimas.